# 蘇阿塞拉納 (南貝蒂烏基縣)
蘇阿塞拉納（Soaserana）為位在馬達加斯加的城鎮，由阿齊莫-安德列發那區南貝蒂烏基縣（Betioky Sud District）管轄。2001年人口普查估計該城鎮人口約有8,000人。
該城鎮的教育機構僅有小學。該城鎮同時具有工業規模開採礦石的場地。該城鎮有55%的居民為農民，另外有40%的居民從事畜牧業。花生和稻米為該城鎮最主要的作物，而其他主要作物還有玉米以及木薯等。另外從事服務業的居民佔該城鎮勞動人口的5%。